# بوبي هوي
بوبي هوي (بالإنجليزية: Bobby Hoy)‏ هو لاعب كرة قدم بريطاني، ولد في 10 يناير 1950 في هاليفاكس في المملكة المتحدة. لعب مع بلاكبيرن روفرز وماكليسفيلد تاون ونادي روتشديل ونادي هاليفاكس تاون ونادي يورك سيتي وهدرسفيلد تاون.